# Prokop Murra
Prokop Murra (ur. 24 listopada 1921 w Tiranie, zm. 9 września 2005 tamże) – albański polityk, minister obrony w latach 1982–1990.

## Życiorys
W 1943 przerwał studia ekonomiczne i wstąpił do Komunistycznej Partii Albanii. Walczył w jednym z oddziałów Armii Wyzwolenia Narodowego, pod koniec wojny pełniąc funkcję zastępcy komisarza. Po przejęciu władzy przez komunistów został skierowany przez partię do pracy w przemyśle petrochemicznym.
W 1956 został członkiem Komitetu Centralnego Albańskiej Partii Pracy, a w 1976 członkiem sekretariatu KC partii. W latach 70. krótko kierował strukturami partii w Szkodrze. W 1980 pełnił funkcję wiceprzewodniczącego Państwowej Komisji Planowania. 26 kwietnia 1980 został powołany na stanowisko ministra przemysłu i górnictwa w rządzie Mehmeta Shehu. W 1981 ministerstwo to zostało zlikwidowane, a Murra stanął na czele Ministerstwa Energetyki. Resortem tym kierował do lipca 1982.
W 1982 przez krótki okres kierował strukturami partii komunistycznej w Tiranie, by w listopadzie stanąć na czele resortu obrony. Był pierwszym cywilem na tym stanowisku od powstania Ludowej Republiki Albanii w 1946. Uznawany za przedstawiciela partyjnego betonu stopniowo tracił wpływy po śmierci Envera Hodży w 1985. W 1990 utracił stanowisko ministra obrony na rzecz Kiço Mustaqiego.
Mandat deputowanego do Zgromadzenia Ludowego uzyskał po raz pierwszy w 1962. Funkcję tę sprawował także w dziewięciu kolejnych legislaturach.
W 1993 stanął przed sądem w Tiranie oskarżony w jednym z procesów dekomunizacyjnych. Murra, podobnie jak dziewięciu innych wysokich funkcjonariuszy państwa komunistycznego został oskarżony o nadużycie władzy i nadużycia finansowe. Podobnie jak Vangjel Çërrava i Muho Asllani został skazany na karę pięciu lat więzienia. W 1996 ponownie stanął przed sądem, oskarżony o „zbrodnie przeciwko ludzkości”. W sierpniu 1996 Sąd Okręgowy w Tiranie skazał Murrę na karę dożywotniego pozbawienia wolności, zamienioną potem na 20 lat więzienia. Po wydarzeniach 1997 opuścił więzienie, a następnie skorzystał z dobrodziejstwa amnestii.
W lutym 2016 Gjergji Murra, syn Prokopa został mianowany szefem instytucji zajmującej się rozdzielaniem funduszy Unii Europejskiej, przeznaczonych dla Bałkanów Zachodnich.